# Letecký útok na Plzeň 20. prosince 1944
Letecký útok na Plzeň 20. prosince 1944 byla operace amerických vzdušných sil (USAAF) před Vánoci 1944, v průběhu druhé světové války. Při denním náletu bombardérů USAAF na západočeské město Plzeň byly cílem Škodovy závody a hlavní nádraží, škody však utrpěl i Měšťanský pivovar a střed města.

## Pozadí
Plzeňské Škodovy závody, od začátku okupace součást koncernu strojíren Reichswerke Hermann Göring, byly pro nacistické Německo velmi důležité, neboť byly jednou z největších zbrojních továren v Evropě. Škodovka, velká strojírna, významný výrobce zbraní a lokomotiv, se stala cílem spojeneckých vzdušných útoků, neboť podle spojeneckých představ mělo její zničení zhoršit německé možnosti pokračovat ve válce, tedy ji zkrátit a ušetřit mnoho lidských životů. Na konci roku 1944 musela Třetí říše odrážet na východu útok postupující Rudé armády, od jihu přes Itálii se přibližovaly americké a britské jednotky a od vylodění v Normandii v létě byla otevřená západní fronta. Výkon zbrojního průmyslu byl pro německé velení důležitý a Albert Speer dokázal i za těchto okolností zvedat jeho produkci. Škodovy závody právě v roce 1944 dosáhly svého maxima z hlediska počtu zaměstnanců i celkového obratu výroby v celé své historii.

## Předchozí útoky
Britské Královské letectvo (RAF) se snažilo na Škodovy závody zaútočit od roku 1940. Poloha továrny v týlu nepřítele a tedy na hranici doletu bombardovacích letadel značně omezovala možnosti útoků. Úspěch nočních náletů komplikovala i náročná navigace, neznalost terénu české krajiny, přelet rozsáhlého nepřátelského území a německá protivzdušná obrana. S odstupem po náletu na Plzeň provedeném RAF v noci ze 13. na 14. května 1943 navázali Američané v roce 1944 denními nálety. Při únorovém náletu v rámci operace Argument, říjnovém a ani při předchozím prosincovém nebyla Škodovka výrazně poškozena. Čtvrtý den po posledním náletu ještě probíhaly odklízecí práce, ale blížil se další útok.

## Letecký útok
Předvánoční čas byl pro 15. leteckou armádu USAAF aktivní, když den za dnem útočila na produkci pohonných hmot nepřítele. 20. prosince vzlétaly bombardéry z jižní Itálie již pátý den za sebou. Odstartovalo 454 těžkých bombardérů B-17 Flying Fortress a B-24 Liberator, aby zasáhly Řezno, německé rafinérie, seřaďovací nádraží v rakouském Linci, Salcburku a Villachu a plzeňskou zbrojovku. Doprovod jim dělalo více než 300 stíhacích letounů P-38 Lightning a P-51 Mustang.
Veřejná letecká výstraha v Plzni zazněla v 11.16, devět minut na to opustili pracovníci Škodovy závody a v 11.37 zazněla siréna signalizující poplach. Zaměstnanci měli dostatek času přemístit se do protileteckého krytu, protože samotný útok 75 bombardérů začal ve 12.22. Ve stejné době se na ústředním hřbitově konala pietní akce vzpomínající na zahynulé při náletu 16. prosince.:232 Spojencům se podařilo zasáhnout Škodovy závody, zvláště dělovku, soustružnu nábojů a mechanické dílny. V areálu následně začalo na několika místech hořet. Při snaze zasáhnout hlavní nádraží jako významný železniční uzel dopadly bomby v širokém pásu od nádraží až k historickému jádru města,:232 aniž by bylo nádraží významně zasaženo. V tomto pásu ležel i plzeňský Měšťanský pivovar, na který bylo ve 12.26 asi během půl minuty shozeno 25 trhavých bomb. Letecký poplach byl zrušen ve 13.40.

## Následky a škody náletu
O život přišlo 103 či 130 či 131 lidí a dalších 232 či 234 jich bylo zraněno. Tehdy šlo o dosud nejtragičtější nálet na Plzeň, mezi všemi nálety šlo o druhý nejsmrtelnější. Veřejná pietní akce za zemřelé se odehrála 23. prosince na hlavním náměstí, protože mnoho Plzeňanů přišlo o své blízké.
Jiří Rajlich uvádí zničení 44 budov a poškození dalších 469 budov, Miroslav Eisenhammer uvádí zničení 30 budov, těžké poškození u 62 a lehké u 263 budov. O náhradu škod způsobených náletem požádalo 2001 osob (Měšťanský pivovar není započítán).

### Škodovy závody
Během tohoto útoku utrpěla v rámci závodu nejvíce dělovka zasažená čtyřikrát a přejímací hala dělovky zasažená dvakrát, v jejich těsném sousedství vybuchly na trati tři pumy. V jižní části dělovky vzniklo také několik požárů, které byly uhašeny v 15.30. Soustružna střel utrpěla jeden zásah a následný požár, sklad ocelárny byl poškozen výbuchy čtyř pum na přiléhajících dvorech. Sousední nová budova lokomotivky sloužící pro výrobu stíhačů tanků Jagdpanzer 38(t) Hetzer, která byla poškozena 16. října a dosud jen provizorně opravena, byla opět vážně zasažena. Poničeny byly mechanické dílny, zasažena byla výrobna plynu u páté brány, na více místech podniku došlo k přerušení vodního a plynového potrubí a pobořena byla ohrada závodu na Karlově. Zásah škodováckých hasičů probíhal přes celou noc, následně čerpali vodu z kráterů u dělovky.
V souvislosti s bombardováním Škodovky bylo na jihovýchodě poškozeno okolí železniční zastávky Plzeň – Říšské předměstí a na severu domy na Jíkalce.
Poškození vzniklá náletem a následnými požáry způsobila výpadky ve výrobě. V dělovce byly poškozeny díly pro zhruba dvě desítky protiletadlových děl ráží 8,8 cm a 12,8 cm a několik hotových děl potřebovalo opravu. Proces kompletování děl byl narušen, sestavování 12,8cm děl se zpozdila o dva týdny, z požadovaných 280 děl ráže 8,8 cm bylo v prosinci dodáno jen 130 kusů. Přejímací halu dělovky nebylo možné používat, rozsah nezbytných oprav byl odhadnutý na dva až tři měsíce. V lokomotivce byla výroba obnovena již den po náletu, v soustružně střel s částečně vyhořelými rozvody elektřiny a poškozenou či zničenou čtvrtinou z 210 strojů obnovili omezenou výrobu za pět dní, v ostatních poškozených provozech obvykle do několika dní. Část výpadků výroby byla způsobena poškozením kolejí tovární železnice, po kterých nebylo možné zásobovat provozy závislé na uhlí. Rychlost obnovení výroby byla výsledkem snahy vedení podniku o co nejrychlejší odstranění škod náletu bránících ve výrobě a dokončení protiletadlových a samohybných děl.
Celkem bylo ve Škodových závodech poškozeno 53 budov a objektů. První odhad škod způsobených poškozením a nákladů na odklízení, úklid a provizorní opravy vyčíslily Škodovy závody na 13 miliónů korun, v poválečné rekapitulaci částka vzrostla na 30 miliónů korun.

### Hlavní nádraží
Železniční uzel byl pravděpodobně zamýšleným cílem bombardování, v řadě zdrojů však není uvedeno žádné poškození nádraží. Staniční kronika obsahuje záznam o náletu 16. prosince s popisem škod, který odpovídá níže popsaným škodám na okolí z 20. prosince, a historik Miroslav Eisenhammer proto považuje uvedené datum za pravděpodobný omyl. Podle záznamu dopadlo šest pum do kolejiště osobního nádraží v sousedství hlavní budovy, v níž tlakové vlny poškodily většinu oken. Vzpomínky pamětnice M. Aksamitové poškození nádraží potvrzují, neboť po náletu z rozbitého nádraží nejezdily vlaky. Kolejiště bylo brzy opraveno.

### Sirková, Nádražní, Wenzigova, ...
Značně poškozené bylo severní sousedství hlavního nádraží. V obytné čtvrti mezi nádražím a areálem pivovaru bylo mnoho zničených a poškozených domů, konkrétně ve Wenzigově, Lindaurově, Uhelné, Kolejní, Švihovské a U měšťanského pivovaru. Ve Wenzigově č. 5 byla zasažena a zničena Útulna rodiček, porodnice, kde se narodil M. Horníček, J. Suchý či K. Gott. Stav Sirkové (přejmenována na Ukrajinskou) a Nádražní ulice hodnotil L. Lábek jako hotovou spoušť,:231 neboť v bloku mezi těmito ulicemi byla pobořena polovina domů. Zatím poslední nevybuchlá bomba byla v Nádražní ulici nalezena v červenci 2007, šlo o přibližně 250kg pumu o délce jeden metr.
Zvláštní kapitolou je budova obecné a měšťanské školy Nad Hamburkem z roku 1887 v Nádražní ulici, kde v současnosti sídlí okresního soudu. Evakuovaná budova a její nejbližší okolí bylo zasaženo sedmi pumami, znatelně byla poškozena např. v jihozápadním křídle. Ve školní kronice jsou popsány škody způsobené pumou, které po průletu explodovala v 1. patře:
| „                         | ... třídy jsou úplně demolovány, po lavicích, nábytku ani památky – roztříštěné silné trámy, cihly, rum zavalily celou půli školy směrem k nádraží. Pancéřové dveře na půdu zkrouceny válejí se opodál a i kamenné schody na půdu popraskaly. Okna i dveře na miliardy částí rozmetány po chodbách a schodišti. Skleněné pomůcky fysikálního kabinetu z větší části rozbity a mezi sklem a rumem válejí se preparovaná i vycpaná zvířata a ptáci... | “ |
| — Kronika školy 1940–1953 | |   |

Po náletu bylo ohroženo vybavení školní kaple, kterou v té době přechodně používala Českomoravská církev. Na žádost byla část vybavení (oltář s Kalvárií, lavice a svícny) přesunuta do kostela sv. Martina a Prokopa v Lobzích.

### Měšťanský pivovar
V důsledku náletu zemřelo 18 osob, z toho 14 zaměstnanců, přičemž většina osob zemřela v troskách zasažených budov. Dalších 21 osob bylo při náletu zraněno. Materiální škody způsobené explozemi 21 leteckých pum byly velmi rozsáhlé a týkaly se téměř všech úseků závodu v jihozápadní části areálu. Zasažen byl úřednický dům, správní budova, štoky, spilky se skladištěm obalů, pivovarská chladírna, strojnická dílna, technické kanceláře, laboratoře, reprezentační budova, kantýna u hlavní brány a několik obytných budov pro zaměstnance. Hlavní severní zeď se úplně zřítila. Hrozilo zřícení 65m komínu kotelny ležákových chladíren, ve kterém výbuch pumy vyrazil dvacet metrů vysoký otvor v třetině obvodu, komín však vydržel a byl opraven. Další škody se týkaly porušení terénu v areálu, kanalizace a parovodů, uskladněných materiálů a připraveného zboží, či zasypání strojů sutinami. Poškozena byla nejznámější stavba pivovaru, Jubilejní brána, která byla následně opravena až v roce 1959. Čtyři z pum shozených do areálu pivovaru neexplodovaly a po dvou dnech je zneškodnil pyrotechnik. V důsledku těžkého poškození se výroba v pivovaru zastavila na tři dny, výstav piva začal již 23. prosince. Nálet zničil většinu spilek a štoků umístěných podél řeky, ze kterých se dochovala jen část spilky č. 10.

### U Jána
Prostor U Jána sloužil v době druhé světové války jako točna trolejbusů. Do jejího prostoru dopadla puma, která poškodila několik trolejbusů. Nedaleký most U Jána přes řeku Radbuzu byl v roce 1942 zásadně rekonstruován, když byla předchozí ocelová konstrukce nahrazena železobetonovou. Při náletu byla průletem pumy proražena v nové konstrukci přibližně 1 metr široká díra, puma však neexplodovala.:231 Na základě informací o letecké pumě a o možné likvidaci munice vhozením do řeky při odzbrojování německé armády po skončení války byl před rekonstrukcí mostu v letech 2005–2006 proveden pyrotechnický průzkum, který riziko exploze vyloučil. V sousedství mostu byl zničen dům čp. 15.

### Městské lázně
Nejmodernější městské lázně předválečného Československa byly na Denisově nábřeží postaveny v letech 1929–1932 podle návrhu architekta B. Bendelmayera adaptovaného L. Fialou. Při zásahu leteckými pumami bylo zničeno velkoryse pojaté průčelí s osmi sloupy a celá střední část budovy. M. Axamitová, která nálet přečkala v krytu sousední pojišťovny, uvedla shození sedmi pum na lázně, další ležely před i za budovou tehdejší pojišťovny. Při obnově po skončení války již architekt V. Neckář původní podobu neobnovil.

### Poděbradova ulice
Současná Pražská ulice, tehdy v části vedoucí od historického jádra pojmenovaná Poděbradova, byla zasažena několika pumami. Kino Hvězda fungující od roku 1922 bylo těžce zasaženo v přední části.:231 Při poválečné obnově majitelka, Československá strana národně socialistická, opravila většinu poškození budovy, ale průčelí bylo jen zabedněno a již se nikdy nedočkalo kvalitní fasády. Zničen byl mansardový dům čp. 9.:231 V bloku domů zvaném U Zvonu byla dvojice domů naproti Pallově ulici poškozena natolik, že musely být strženy s výjimkou malého přístavku.:231 Při odklízení trosek domu byl v roce 1946 proveden archeologický průzkum základů špitální kaple sv. Maří Magdalény, při kterém se zjistilo, že zdivo kaple včetně části vítězného oblouku bylo zachováno ve zdivu zničeného domu.

### Budova policejního ředitelství – Gestapo
Funkcionalistická budova policejního ředitelství na Anglickém nábřeží byla dostavená v roce 1939. V průběhu války v ní sídlily okupační orgány včetně gestapa. Budova byla zasažena a silně poškozena, zvláště čtvrté a páté patro spolu s podkrovím budovy, L. Lábek popisoval tři vyhořelá patra.:231 Pamětník Jaroslav Hrubý vzpomínal, jak tlaková vlna výbuchu vyrazila okna a vymetla mnoho listin na břeh a hladinu Radbuzy. Obnova budovy byla zahájena v létě 1945.
Kuriozitou je „osvobození“ loutek Spejbla a Hurvínka při náletu: loutkář Josef Skupa byl 17. ledna 1944 zatčen za činnost proti říši a v listopadu 1944 v Drážďanech odsouzen na 5 let do vězení. Divadlo Spejbla a Hurvínka bylo zavřeno a loutky skončily na plzeňském gestapu. Po náletu a zásahu budovy byly ohořelé loutky nalezené na skládce.

### Šafaříkovy sady
Prostor za kostelem Nanebevzetí Panny Marie mezi Západočeským muzeem a hotelem Continental na okraji Šafaříkových sadů vyplňovaly romantické pseudogotické imitace hradeb včetně historizujících bašt. V jejich sousedství byla v roce 1910 umístěna rekonstruovaná renesanční kamenná boží muka z roku 1659, která byla přesunuta z původního umístění v Borském parku. Doplňovaly je barokní sochy Flory a Pomony.
Do tohoto prostoru dopadla puma, která zničila část umělých hradeb, poškodila baštu a zadní část kostela, rozvalila boží muka a zničila jednu ze soch.:231 Bašta a hradby byly následně strženy, poslední zbytky byly odstraněny v roce 1960. Národopisná společnost v čele s Hanušem Zápalem se chystala boží muka opravit, ale k realizaci nedošlo. Z božích muk se zachoval pouze sokl, který byl z místa odvezen do depozitáře až v 90. letech. Výbuch poškodil fasádu muzea a vyrazil většinu vitráží v oknech,:231 škody zaznamenaly i uložené sbírky.

### Hotel Continental
Sousední hotel byl zasažen do jihovýchodní části budovy pumou, která prolétla střechou, světlíkem všemi patry a explodovala ve sklepě. V krytu hotelu, který byl považován za jeden z nejbezpečnějších ve městě, zemřelo 70 lidí včetně majitele Václava Ledeckého se synem Emanuelem a tchána Arnošta Egerta. Podle vzpomínek pamětníka Karla Kovaříka zamířili do krytu před náletem i cestující okolo projíždějící tramvaje. Ač zvenku hotel vypadal nepoškozeně, uvnitř byla zdemolována třetina budovy a musela projít rozsáhlou rekonstrukcí, přesto byl hotel dědičkou Eugenií Ledeckou zprovozněn před koncem války (v knize Zmizelá Plzeň je uvedeno obnovení provozu před Vánoci). Po osvobození Plzně americkou armádou sloužil hotel jako hlavní stan generála Johna Hindse a důstojníků 2. pěší divize.

## Připomínka obětí náletu
Na pamětní desce příslušníků národní bezpečnosti v budově Policie ČR na Anglickém nábřeží je uvedena i jedna oběť tohoto náletu.